# Caesalpinia urophylla
Caesalpinia urophylla är en ärtväxtart som först beskrevs av John Donnell Smith, och fick sitt nu gällande namn av Paul Carpenter Standley. Caesalpinia urophylla ingår i släktet Caesalpinia och familjen ärtväxter. Inga underarter finns listade i Catalogue of Life.